# RFC Xerxes in het seizoen 1956/57
Het seizoen 1956/1957 was het derde jaar in het bestaan van de Rotterdamse betaaldvoetbalclub Xerxes. De club kwam uit in de Eerste divisie A en eindigde daarin op de vierde plaats. Tevens deed de club mee aan het toernooi om de KNVB beker, hierin werd in de tweede ronde verloren van Sparta (3–4).

## Wedstrijdstatistieken

### Eerste divisie A
|       | ADO   | Alkmaar '54 | DWS   | Emma  | De Graafschap | Haarlem | Helmondia '55 | HVC   | KFC   | Limburgia | Roda Sport | SVV   | De Volewijckers | VSV   | Wageningen |
| ----- | ----- | ----------- | ----- | ----- | ------------- | ------- | ------------- | ----- | ----- | --------- | ---------- | ----- | --------------- | ----- | ---------- |
| Thuis | 1 – 0 | 1 – 4       | 1 – 1 | 2 – 1 | 0 – 1         | 0 – 3   | 3 – 1         | 3 – 3 | 3 – 1 | 1 – 1     | 1 – 0      | 0 – 0 | 3 – 1           | 3 – 2 | 3 – 2      |
| Uit   | 2 – 2 | 5 – 1       | 1 – 4 | 1 – 2 | 1 – 1         | 0 – 1   | 1 – 6         | 1 – 1 | 2 – 2 | 1 – 4     | 2 – 0      | 3 – 2 | 1 – 3           | 2 – 1 | 2 – 2      |

### KNVB beker
| 1e ronde                                      | Xerxes                                                           | 5 – 2 (5 – 0) | CVV                                            |
| 28 augustus 1956 Plaats: Rotterdam Xerxesweg  | Wilco de Boer Kees de Jong Hans Rijshouwer –', –' Jan Middeldorp |               | Frans Wuijts Bruner                            |
| 2e ronde                                      | Xerxes                                                           | 3 – 4 (1 – 0) | Sparta                                         |
| 16 september 1956 Plaats: Rotterdam Xerxesweg | Rinus Terlouw –' (e.d.) Arie Molenbeek 75', –'                   |               | 47', –' Peet Geel Ad Verhoeven Lou Benningshof |

## Statistieken Xerxes 1956/1957

### Eindstand Xerxes in de Nederlandse Eerste divisie A 1956 / 1957
| Stand | Gespeeld | Gewonnen | Gelijk | Verloren | Punten | Doelpunten voor | Doelpunten tegen |
| ----- | -------- | -------- | ------ | -------- | ------ | --------------- | ---------------- |
| 4e    | 30       | 14       | 9      | 7        | 37     | 57              | 46               |

### Topscorers
| #      | Naam            | Goal |
| ------ | --------------- | ---- |
| 1.     | Jan Hendriks    | 25   |
| 2.     | Arie Molenbeek  | 7    |
| 3.     | Jan Engelman    | 5    |
| 3.     | Hans Rijshouwer | 5    |
| 5.     | John Lebbink    | 4    |
| 6.     | Rinus Cammeraat | 3    |
| 7.     | Kees de Jong    | 2    |
| 7.     | Jacob Kanters   | 2    |
| 7.     | Jan Villerius   | 2    |
| 10.    | Ron Klomp       | 1    |
| 10.    | Jan Middeldorp  | 1    |
| Totaal | Totaal          | 57   |

| #              | Naam                   | Goal |
| -------------- | ---------------------- | ---- |
| 1.             | Arie Molenbeek         | 2    |
| 1.             | Hans Rijshouwer        | 2    |
| 3.             | Wilco de Boer          | 1    |
| 3.             | Jan Middeldorp         | 1    |
| Eigen doelpunt |                        |      |
| –              | Rinus Terlouw (Sparta) | 1    |
| Totaal         | Totaal                 | 8    |